# Adolf III van der Mark
Adolf III van der Mark (1334 – Kleef, 7 september 1394) was de tweede zoon van graaf Adolf II van der Mark en Margaretha, een dochter van graaf Diederik IX van Kleef.

## Geschiedenis
In 1357 was hij bisschop van Münster geworden en in 1363 benoemde de paus hem tot aartsbisschop van Keulen (als Adolf II), maar hij deed het jaar nadien al afstand ten voordele van zijn oom Engelbert van der Mark (als Engelbert III), met het vooruitzicht graaf van Kleef te kunnen worden. In 1368 werd hij dan graaf van Kleef, na het overlijden van zijn kinderloze oudoom, graaf Jan van Kleef. Dankzij de steun van zijn oom-aartsbisschop Engelbert kon hij zich handhaven. In 1391 erfde hij nog het graafschap Mark (als Adolf III) na het overlijden van zijn broer, graaf Engelbert III van Mark.
Graaf Adolf III was als aartsbisschop van Keulen Adolf II en als bisschop van Münster Adolf I.
Adolf trok zich in 1393 terug ten voordele van zijn zonen Adolf en  Diederik en stierf het jaar nadien.

## Huwelijk en kinderen
Hij was in 1369 gehuwd met Margaretha van Gulik (ca. 1350-1425), dochter van graaf Gerard van Berg, en was vader van:
- Mynta (ca. 1369-)
- Johanna (ca. 1370-), abdis van Hörde
- Adolf (1373-1448)
- Diederik (1374-1398)
- Margaretha van Kleef (ca. 1375-1411), in 1394 gehuwd met hertog Albrecht van Beieren (1336-1404)
- Gerard van der Mark (ca. 1376-1461)
- Elisabeth (1378-1430), gehuwd met graaf Reinoud II van Heinsberg-Valkenberg (1350-1396) en in 1401 met hertog Stefanus III van Beieren (1337-1413)
- Engelberta (ca. 1380-1458), in 1392 gehuwd met graaf Frederik IV van Meurs (1376-1448)
- Catharina (ca. 1385-1459)

- Gemeinsame Normdatei: 136911323
- Virtual International Authority File: 81176946